# 港區體育館
港區體育館（英語：Docklands Stadium），是澳大利亞墨爾本港區的一座體育場，因迪士尼贊助，又被稱為漫威體育館。該場地建設始於1997年，耗資4.6億澳元，並於2000年完工，而當時的工程名稱為維多利亞體育館。
港區體育館因替代韋弗利公園（澳式足球場及澳大利亞澳式足球聯盟總部）而興建。
除澳式足球外，此體育館也有舉辦一些其他體育賽事與活動，其中包括一些澳洲國内的2020板球賽、足球、橄欖球比赛，以及若干的特别活動和音樂會。

## 外部連結
- 官方網站 （页面存档备份，存于）
- 港區體育館的衛星照片 （页面存档备份，存于）
- 港區體育館 at Austadiums